# Amuse
La Amuse (株式会社 アミューズ?, Kabushiki-gaisha Amyūzu) è una società giapponese che rappresenta musicisti, idol e modelle nelle loro attività nel settore dell'intrattenimento.

## Storia
Nel 1977 Yōkichi Ōsato decise di fondare una propria agenzia di talenti in seguito allo scioglimento delle Candies, uno dei gruppi musicali di punta che egli rappresentava alla Watanabe Production. L'anno successivo venne così inaugurata la Amuse Inc., e i primi artisti a essere ingaggiati e a debuttare sotto la nuova compagnia furono i Southern All Stars.
Durante gli anni ottanta la società si pose come obiettivo quello di espandere le proprie attività sui nuovi mercati all'estero inaugurando una nuova sede a New York e acquisendo la Brainstorm Music Inc., compagnia con sede in California. Con l'avvio della Amuse Cinema City Inc. la compagnia iniziò altresì a produrre pellicole cinematografiche, come per esempio Aiko 16-sai (1983), per la quale Yasuko Tomita vinse il premio alla miglior attrice emergente all'8ª edizione dei Japan Academy Awards.
Negli anni novanta venne inaugurata un'ulteriore filiale a Hong Kong, e nel 1991 la rock band Beyond firmò un contratto in esclusiva con la compagnia per quanto concerne il mercato giapponese. Nel 1999, invece, debuttò la band Porno Graffitti. Nel 2000 la società aprì al mercato coreano con la fondazione della Amuse Korea Inc., mentre nel 2002 iniziò a rappresentare artisti quali Flow e Perfume.
Nel 2005 Sumio Matsuzaki divenne CEO e presidente, per poi cedere il posto a Tatsurō Hatanaka due anni più tardi, il quale assunse il ruolo di presidente e amministratore con potere di rappresentanza. Nel 2008 venne fondata l'etichetta discografica A-Sketch, frutto di una collaborazione con la KDDI Corporation, su cui vennero trasferite tutte le attività relative alla produzione e alla distribuzione discografica e musicale. Nel novembre del 2009 ad Asakusa fu inaugurato l'Amuse Museum, prima pietra di un progetto più ampio iniziato nel luglio 2009 con l'istituzione della società Amuse Edutainment Inc., creata allo scopo di pianificare e fornire intrattenimento musicale, cinematografico, teatrale e culturale e di amministrare strutture dove svolgere tali attività.
Tra gli anni duemila e la prima metà degli anni dieci la Amuse inaugurò una nuova filiale in Cina, mentre One Ok Rock, Sakura Gakuin, Dean Fujioka, Lee Seung-gi e Mayday firmarono per l'agenzia. Per ideare le coreografie degli artisti fu scelta l'allora giovanissima MIKIKO. Nel 2011 oltre cinquanta artisti collaborarono insieme per cantare insieme nel "Team Amuse" con lo scopo di raccogliere fondi dopo il terremoto del Tōhoku.